# Susan Wayland

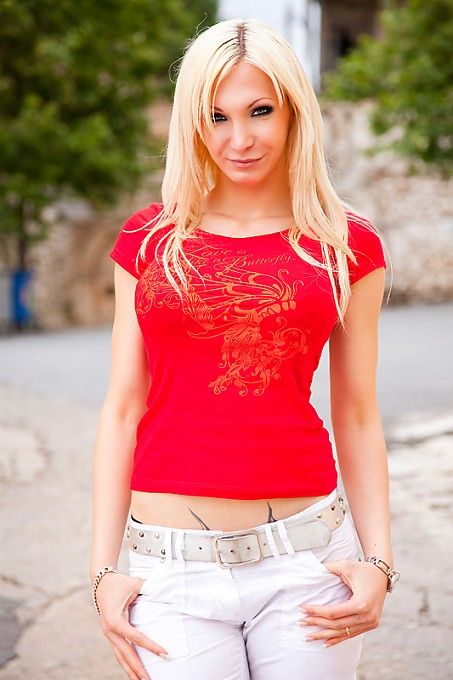
Susan Wayland

Susan Wayland (Leipzig, 23 juni 1980) is een Duits fotomodel en vooral bekend als latex-model.

## Biografie
Wayland was in haar jeugd actief in theater en dansverenigingen. Ze studeerde vanaf 1999 in Braunschweig waar ze de mode-fotograaf Norman Richter ontmoette. Samen experimenteerden ze met latex-mode en Wayland raakte meer en meer gepassioneerd door het materiaal.
Momenteel is zij een van de bekendste latexmodellen en verscheen al op de cover van Domination Directory International, Playboy, Marquis, Massad, Dark Spy, German Fetish Ball, Forum Magazine, Skin Two en Pirate.
Wayland speelde ook mee in de videoclip "Wrong Love" van Smatka Molot die in 2006 de "Hollywood Award for the best music video" won en in 2007 de "best international music video" op het "New York Independent Film Festival". Wayland speelde ook mee in film "Biance Beauchamps, All access".